# Кирпили
Кирпили (рус. Кирпили) руска је река која протиче југозападним делом земље. Тече преко централних делова Кубањско-приазовске степе, у централном делу Краснодарске покрајине. 
Свој ток започиње 8 km северозападно од станице Ладошкаја на територији Устлабинског рејона, а свој ток завршава у мочварном подручју Кирпиљског лимана на територији Приморско-ахтарског рејона. Иако се директно не улива у Азовско море системом канала, лимана и мочвара њене воде отичу ка мору. 
Укупна дужина водотока је 202 km, а површина сливног подручја око 2.650 km². Најважније притоке су Кочети са леве и Киршиљци са десне стране. Њене обале су доста ниске и самим тим често плављене, а само корито је јако зарасло воденом вегетацијом. У доњем делу тока излива се из корита и формира пространо подручје препуно лимана и прудова. 
На њеним обалама налази се град Тимашјовск и станице Кирпиљскаја, Платнировскаја, Медведовскаја, Роговскаја и Новоџерелијевскаја, те бројна друга мања села.